# عمار الخليفي
عمار الخليفي (معتمدية سليمان, 16 مارس 1934- 30 ديسمبر 2017) مخرج تونس له العديد من الأفلام أبرزها فيلم الفجر

## سيرته السينمائية

### مخرج
- 1966: الفجر. أول فيلم طويل تونسي بعد الاستقلال.
- 1968: المتمرد.
- 1970: الفلاقة. فاز بالجائزة الذهبية في مهرجان موسكو السينمائي الدولي سنة 1971.
- 1972: صراخ.
- 1986: التحدي.

### كاتب سيناريو
- 1968: المتمرد.
- 1970: الفلاقة.
- 1972: صراخ.
- 1986: التحدي.

### منتج
- 1986: التحدي.

## روابط خارجية
- عمار الخليفي على موقع IMDb (الإنجليزية)
- عمار الخليفي على موقع قاعدة بيانات الفيلم (الإنجليزية)
- عمار الخليفي على موقع كينوبويسك (الروسية)